# Estación de autobús de Kielce

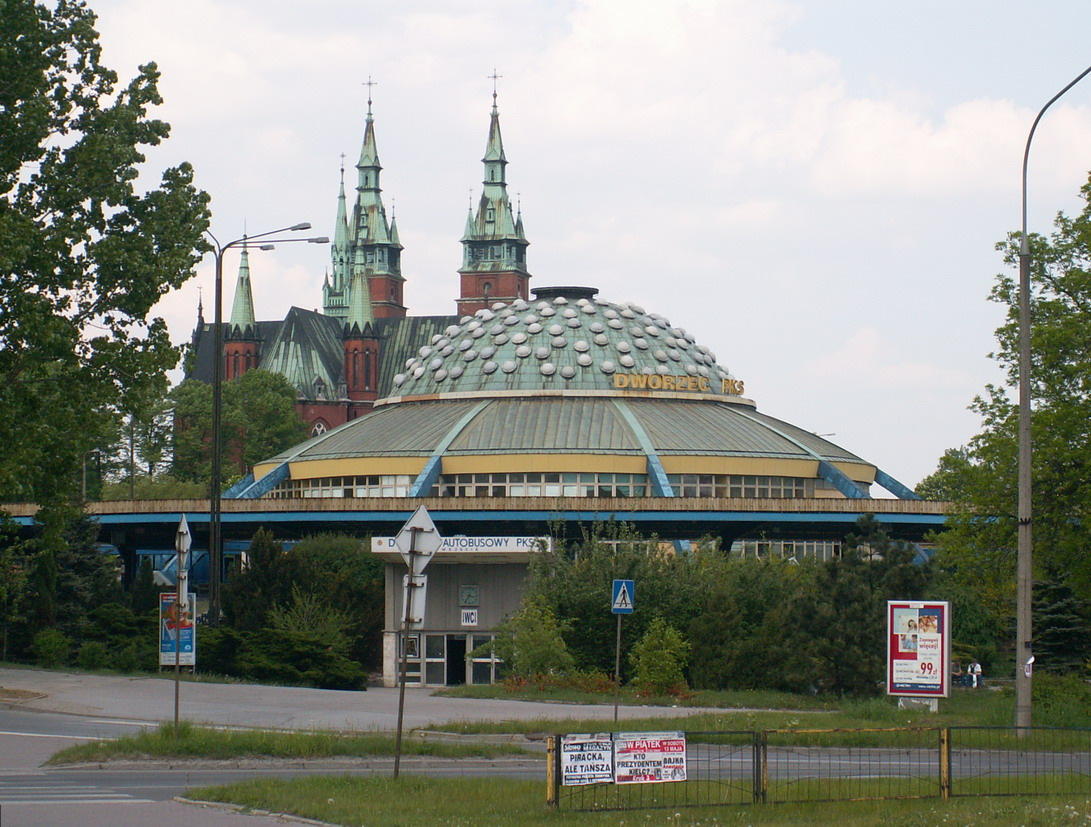
Estación de autobús de Kielce.

La estación de autobús de Kielce (en polaco: Dworzec PKS w Kielcach) es una peculiar estación de autobús construida en forma de ovni y situada en la ciudad polaca de Kielce. Cuando comenzó a operar, en 1984, fue considerada una de las estaciones de autobús más modernas de Polonia.

## Historia
El edificio fue diseñado por el arquitecto polaco Edward Modrzejewski y construido entre 1975 y 1984. Abrió el 20 de julio de ese año, dos días antes del 40.º aniversario del establecimiento de la República Popular de Polonia. Por su alta capacidad, la infraestructura fue considerada un gran avance, y pronto se convirtió en una pequeña atracción turística y uno de los hitos de Kielce. Fue diseñado para acomodar 1 500 autobuses y una cantidad prevista de 24 000 pasajeros al día. El complejo tiene una superficie aproximada de 4 hectáreas.
Recientemente el gobierno local ha otorgado al edificio el estatus de monumento, y el comisario de monumentos del Voivodato de Santa Cruz ha justificado esta decisión calificando el edificio como  "ejemplo único y novedoso de arquitectura característica de la era de la República Popular de Polonia" y "uno de los diseños arquitectónicos más valiosos de los años 1970 y 1980 en Polonia, y un documento material de este periodo".
La suerte del edificio decayó en los años 1990, cuando la Polonia post-socialista experimentó un aumento en el número de automóviles privados, y una disminución del interés en el transporte público. El edificio, anteriormente propiedad de la compañía PKS, fue privatizado a comienzos de la década de 2010. Aunque los poderes públicos consideran el edificio un importante hito y están interesados en preservarlo, sus dueños privados tienen interés por obtener un beneficio de él. Actualmente el edificio se encuentra cada vez más en necesidad de renovación. El propietario actual, la empresa PKS 2, tiene planes de reemplazarlo por una construcción nueva en otra ubicación. Un portavoz de la compañía declaró no tener interés en invertir dinero en la renovación del edificio, lo cual ha generado críticas por parte de quienes consideran el edificio parte del patrimonio cultural de Polonia, y demandan por ello que el diseño no sea significativamente alterado.